# Tsintsunko Lakes Park
Tsintsunko Lakes Park är en park i Kanada.   Den ligger i provinsen British Columbia, i den södra delen av landet, 3 300 km väster om huvudstaden Ottawa. Tsintsunko Lakes Park ligger 1 615 meter över havet. Den ligger vid sjön Tsintsunko Lake.
Terrängen runt Tsintsunko Lakes Park är lite kuperad. Trakten runt Tsintsunko Lakes Park är nära nog obefolkad, med mindre än två invånare per kvadratkilometer.. Det finns inga samhällen i närheten. 
I omgivningarna runt Tsintsunko Lakes Park växer i huvudsak barrskog.